# ديشار إهليلجي
ديشار إهليلجي (الاسم العلمي:Pteris elliptica) هو نوع نباتي يتبع جنس الديشار من فصيلة الديشارية.